# Tények és tanúk
A Tények és tanúk (1975–1990-ig, majd 2015-től) a budapesti Magvető Könyvkiadó könyvsorozata (ISSN 0324-797X), amelyben főként neves magyar szerzők visszaemlékezései, naplói jelentek meg, de néhány külföldi szerzőé is (Alvah Bessie, Indira Gandhi, Dolores Ibárruri).
A sorozat szerkesztője 2016-tól Schmal Alexandra.

## Története, koncepciója
A szerzők főleg XX. századiak, de megjelent néhány régebbi neves szerző visszaemlékezése is.
Az egyes kötetek elegáns fekete borítóval jelentek meg, egységesen 11 cm széles és 20 cm-es magasságúak. Felül csupa nagybetűvel, érdekes, feltűnő betűtípussal a sorozatcím: Tények és tanúk, kötetenként más-más színnel. Középen cím, néhol alcímmel, legalul a kiadó: Magvető Könyvkiadó, Budapest.
A sorozat köteteit különböző hazai nyomdákban nyomtatták (Alföldi Nyomda, Pécsi Szikra Nyomda, Széchenyi Nyomda).
A memoársorozat rendkívüli népszerűségre tett szert. Egyes keresettebb kötetek kétszer is megjelentek. Például Kádár Gyula volt vezérkari ezredes A Ludovikától Sopronkőhidáig című emlékirata (1978 és 1984), Benedek Istvánnak édesapjáról, Benedek Marcellről írt műve (1977 és 1985), vagy Kun Béláné Gál Irén férjéről, Kun Béláról írt visszaemlékezése (1978 és 1986).
A sorozatban 1975 és 1990 között 118 mű jelent meg, majd a sorozat ezen a néven 2015-től folytatódik keményfedeles kötéssel, csaknem azonos méretben (124x197 mm). A címlapon a szerző fekete-fehér portréfotójával és az eredeti sorozatra emlékeztető, kisebb méretű színes kerettel, benne sorozatcímmel és címmel.

## A sorozatban megjelent művek
A lista évszám, azon belül ISBN szám szerint készült.
Zárójelben az alcím – ha a címlapon nem szerepel. Kivéve Balázs Béla, Katona Szabó István és Szabó Borbála műveit, illetve 2015-től az újraindult sorozat köteteit, ahol a zárójeles alcím a borítón is megjelenik.
Online: A linkre kattintva az Országos Széchényi Könyvtár (OSZK) Elektronikus Könyvtárában (MEK)
elolvasható, letölthető (meghallgatható) példányok, illetve a Petőfi Irodalmi Múzeum Digitális Irodalmi Akadémiáján olvasható példányok:
- EK – E-könyvek a sorozat eredeti kötetéből digitalizált szövege különféle formátumokban (általában az eredeti oldalainak fotózott példánya is).
- EK! (felkiáltójellel) – A kötet más forrásból, kiadásból származó szövege.

A lista átrendezhető a fejlécben látható nyilak segítségével például cím vagy szerzők neve szerint.
| Ssz. | Év   | Szerző                                                         | Cím | Oldal         | ISBN / Online                                   |
| ---- | ---- | -------------------------------------------------------------- | --- | ------------- | ----------------------------------------------- |
| 1.   | 1975 | Talpassy Tibor                                                 | Betöltötte hivatását | 342           | ISBN 9632701089                                 |
| 2.   | 1975 | Germanus Gyula                                                 | Kelet varázsa | 598           | ISBN 9632701518                                 |
| 3.   | 1976 | Füst Milán                                                     | Napló I-II. | 984           | ISBN 9632701593                                 |
| 4.   | 1976 | Mann, Katia                                                    | Megíratlan emlékeim (fordította: Gergely Erzsébet)                                                                                   | 162           | ISBN 9632703235                                 |
| 5.   | 1976 | Várkonyi Nándor                                                | Pergő évek | 502           | ISBN 9632703332                                 |
| 6.   | 1976 | Fazekas György                                                 | Miskolci toronyóra | 206           | ISBN 9632703340                                 |
| 7.   | 1976 | Duczynska Ilona                                                | Bécs – 1934 – Schutzbund | 288           | ISBN 9632703367                                 |
| 8.   | 1976 | Kolozsvári Grandpierre Emil                                    | A szerencse mostohafia | 406           | ISBN 9632703804                                 |
| 9.   | 1976 | Ibárruri, Dolores                                              | Az egyetlen út (fordította: Fazekas Erzsébet)                                                                                        | 440           | ISBN 9632705343                                 |
| 10.  | 1977 | Krúdy Gyula                                                    | A tiszaeszlári Solymosi Eszter | 550           | ISBN 9632703979 EKǃ                             |
| 11.  | 1977 | Markos György                                                  | Vándorló fegyház | 466           | ISBN 9632703987                                 |
| 12.  | 1977 | Timossi, Jorge                                                 | A történet első lapja – Allende elnök ütközete (fordította: Huszágh Nándor)                                                          | 178           | ISBN 9632704193                                 |
| 13.  | 1977 | Benedek István                                                 | Benedek Marcell | 668           | ISBN 9632704304                                 |
| 14.  | 1977 | Károlyi Mihály                                                 | Hit, illúziók nélkül (fordította: Litván György)                                                                                     | 486           | ISBN 9632705602                                 |
| 15.  | 1977 | Moldova György                                                 | Ellenszél I-II. – Válogatott riportok                                                                                                | 584           | ISBN 9632706021 EK                              |
| 16.  | 1978 | Kun Béláné                                                     | Kun Béla | 418           | ISBN 9632706714                                 |
| 17.  | 1978 | Kállai Gyula                                                   | A magyar függetlenségi mozgalom 1936–1945                                                                                            | 556           | ISBN 9632706927                                 |
| 18.  | 1978 | Kádár Gyula                                                    | A Ludovikától Sopronkőhidáig | 826           | ISBN 9632706943                                 |
| 19.  | 1978 | Domokos József                                                 | Két per egy kötetben | 438           | ISBN 963270696X                                 |
| 20.  | 1978 | Karinthy Ferenc                                                | Dialógus | 250           | ISBN 9632707079                                 |
| 21.  | 1978 | Táncsics Mihály                                                | Életpályám | 614           | ISBN 9632707346                                 |
| 22.  | 1978 | Szántó Zoltán                                                  | Egy per – ötven év távlatából | 100           | ISBN 9632708091                                 |
| 23.  | 1978 | Rózsa Ágnes                                                    | Nürnbergi lágernapló 1944–45 | 308           | ISBN 9632708229                                 |
| 24.  | 1978 | Lussu, Emilio                                                  | A Marcia su Roma – és a háttere (fordította: Székely Éva)                                                                            | 214           | ISBN 9632708288                                 |
| 25.  | 1979 | Megyery Sári                                                   | Én is voltam jávorfácska... | 476           | ISBN 9632708598                                 |
| 26.  | 1979 | Sallai Elemér                                                  | Mozgó vesztőhely | 234           | ISBN 9632708989                                 |
| 27.  | 1979 | Fazekas György                                                 | Miskolc–Nyizsnyij-Tagil–Miskolc | 224           | ISBN 9632709071                                 |
| 28.  | 1979 | (A Church-bizottság, valamint az ENSZ Emberi Jogok Bizottsága) | Vádirat – Tanúnak idéztük az USA Szenátusi Bizottságát, az ENSZ Emberi Jogok Bizottságát (fordította: Lajos Mária és Szénási Ferenc) | 364           | helytelen ISBN kód: 9632709350                  |
| 29.  | 1979 | Longo, Luigi                                                   | A nemzeti felkelés útján (fordította: Varga-Haszonits István)                                                                        | 516           | ISBN 9632709454                                 |
| 30.  | 1979 | Dékán István – D. Kardos Éva                                   | Utak és ösvények | 656           | ISBN 9632709659                                 |
| 31.  | 1979 | Fehér Lajos                                                    | Így történt | 550           | ISBN 9632709780                                 |
| 32.  | 1979 | Hidas Antal                                                    | Szólok az időhöz (Visszaemlékezések)                                                                                                 | 524           | ISBN 9632709918                                 |
| 33.  | 1979 | Meeropol, Robert és Michael                                    | A fiaitok vagyunk (fordította: V. Bársony Erzsi)                                                                                     | 582           | ISBN 963271010X                                 |
| 34.  | 1979 | Adamovics, Alesz – Granyin, Danyiil                            | Fejezetek a blokád könyvéből (fordította: Gellért György)                                                                            | 314           | ISBN 9632710983                                 |
| 35.  | 1980 | Bessie, Alvah                                                  | Újra Spanyolország (fordította: Veres Júlia)                                                                                         | 290           | ISBN 9632711815                                 |
| 36.  | 1980 | Jókai Mór                                                      | Emléksorok – Napló 1848–49-ből | 268           | ISBN 9632711882 EKǃ                             |
| 37.  | 1980 | Prats, Carlos                                                  | A törvényesség szolgálatában (fordító: Koroncz Ágnes)                                                                                | 150           | ISBN 9632712137                                 |
| 38.  | 1980 | Marosán György                                                 | Az úton végig kell menni | 474           | ISBN 9632712374                                 |
| 39.  | 1980 | Marosán György                                                 | Tüzes kemence | 654           | ISBN 9632712382                                 |
| 40.  | 1980 | Kuby, Erich                                                    | Az én háborúm Már csak füstölgő romok (fordította: Soltész Gáspár és Miklós Judit)                                                   | 496           | ISBN 9632712609                                 |
| 41.  | 1980 | Vas Zoltán                                                     | Viszontagságos életem | 756           | ISBN 9632714229                                 |
| 42.  | 1981 | Szilágyi András                                                | A halhatatlan fűkaszás | 350           | ISBN 9632713346                                 |
| 43.  | 1981 | Engelmann, Bernt                                               | A Nagy Szövetségi Érdemkereszt (fordította: Imre Katalin)                                                                            | 244           | ISBN 9632713532                                 |
| 44.  | 1981 | Kovács Endre                                                   | Korszakváltás (Emlékiratok) | 394           | ISBN 9632713540                                 |
| 45.  | 1981 | Fehér Lajos                                                    | Így történt | 550           | ISBN 9632713702                                 |
| 46.  | 1981 | Kováts István                                                  | Egy szegény pórfiú önéletrajza | 442           | ISBN 9632714008                                 |
| 47.  | 1981 | Indira Gandhi                                                  | Az én igazságom (fordította: Déva Mária és Ferch Magda)                                                                              | 264           | ISBN 963271444x                                 |
| 48.  | 1981 | Sergova, Galina                                                | Feljegyzések egy téli dácsán (fordította: B. Fazekas László)                                                                         | 138           | ISBN 9632714520                                 |
| 49.  | 1981 | Kosáry Domokos                                                 | Széchenyi Döblingben | 306           | ISBN 9632714628                                 |
| 50.  | 1981 | Kereszty András                                                | Piramis és Dávid-csillag | 256           | ISBN 9632714733                                 |
| 51.  | 1981 | Bárczy János (katonatiszt)                                     | Zuhanóugrás | 654           | ISBN 9632714814                                 |
| 52.  | 1981 | Idős Váci Mihályné                                             | Legyen munkátokon áldás! | 160           | ISBN 9632714822                                 |
| 53.  | 1981 | Balogh Edgár                                                   | Hét próba – Egy nemzedék története 1924–1934 Szolgálatban – Egy nemzedék története 1935–1944                                         | 844           | ISBN 9632715292                                 |
| 54.  | 1981 | Székely Éva                                                    | Sírni csak a győztesnek szabad! | 236           | ISBN 9632716604                                 |
| 55.  | 1982 | Gerend László                                                  | Kiűzettünk városunkból | 158           | ISBN 9632715853                                 |
| 56.  | 1982 | Trifonov, Jurij                                                | Máglyafény (fordította: V. Tóth Erzsébet)                                                                                            | 210           | ISBN 9632716523                                 |
| 57.  | 1982 | Balázs Béla                                                    | Napló (1903–1914) | 716           | ISBN 9632716779                                 |
| 58.  | 1982 | Balázs Béla                                                    | Napló (1914–1922) | 568           | ISBN 9632716787                                 |
| 59.  | 1982 | Máté György                                                    | Pol Pot | 302           | ISBN 9632717422                                 |
| 60.  | 1982 | Székely Éva                                                    | Sírni csak a győztesnek szabad! | 236           | ISBN 9632717619                                 |
| 61.  | 1982 | Vas Zoltán                                                     | Akkori önmagunkról – Önéletírás II.                                                                                                  | 694           | ISBN 9632718003                                 |
| 62.  | 1983 | Pilnyak, Borisz                                                | OKÉ (fordította: Soproni András) | 344           | ISBN 9631400131                                 |
| 63.  | 1983 | Boldizsár Iván                                                 | Don – Buda – Párizs | 410           | ISBN 9631400581                                 |
| 64.  | 1983 | Szabó Borbála                                                  | Budapesti napló (1944. november – 1945. január)                                                                                      | 220           | ISBN 9631400662                                 |
| 65.  | 1983 | Benamy Sándor                                                  | Állampolgár voltam Közép-Európában                                                                                                   | 174           | ISBN 9632718127                                 |
| 66.  | 1983 | Asztalos István                                                | Író a Hadakútján | 154           | ISBN 9632718135                                 |
| 67.  | 1983 | Chantal, Suzanne                                               | Szívszorongva (Josette Clotis – André Malraux) (fordította: Margittai Ágnes)                                                         | 366           | ISBN 9632718585                                 |
| 68.  | 1983 | Dombi Kiss Imre                                                | Pokoljárásom | 132           | ISBN 9632718658                                 |
| 69.  | 1983 | Bárczy János (katonatiszt)                                     | Zuhanóugrás | 654           | ISBN 9632718747                                 |
| 70.  | 1983 | Kellner György                                                 | Magyar antifasiszták Angliában 1940–1945                                                                                             | 276           | ISBN 9632719301                                 |
| 71.  | 1983 | Ránki György (szerkesztő)                                      | Hitler hatvannyolc tárgyalása 1939–1944 I-II. (fordította: Soltész Gáspár)                                                           | 944           | ISBN 9632719581                                 |
| 72.  | 1983 | Schifferné Szakasits Klára                                     | Magamról és másokról | 472           | ISBN 9632719859                                 |
| 73.  | 1984 | Kállai Gyula                                                   | Életem törvénye I-II. | 740           | ISBN 9631400956 ISBN 963140126X                 |
| 74.  | 1984 | Kádár Gyula                                                    | A Ludovikától Sopronkőhidáig | 826           | ISBN 9631402096                                 |
| 75.  | 1984 | Erdős László                                                   | Böllérbicskák éjszakája | 554           | ISBN 9631402738 EK                              |
| 76.  | 1984 | Almásy Pál                                                     | Sopronkőhidai napló (1944-1945) | 318           | ISBN 9631402916                                 |
| 77.  | 1984 | Bálint Endre                                                   | Életrajzi törmelékek | 372           | ISBN 9631402975                                 |
| 78.  | 1985 | Máté György                                                    | Mandarinok útja | 496           | ISBN 9631403432                                 |
| 79.  | 1985 | Engelmann, Bernt                                               | Menet, indulj: lépést tarts! (fordította: Szaszovszky József)                                                                        | 310           | ISBN 9631403548                                 |
| 80.  | 1985 | Germanusné Kajári Kató                                         | Kelet vándora (Visszfény) | 590           | ISBN 9631403661                                 |
| 81.  | 1985 | Szekeres-Varsa Vera                                            | Szalamandra a tűzben | 328           | ISBN 9631404323                                 |
| 82.  | 1985 | Tóth Eszter                                                    | Családi emlékek Tóth Árpádról | 304           | ISBN 9631404617                                 |
| 83.  | 1985 | Kiss Károly                                                    | Nincs megállás | 488           | ISBN 9631404749                                 |
| 84.  | 1985 | Goldziher Ignác                                                | Napló | 406           | ISBN 9631404757                                 |
| 85.  | 1985 | Erdei Mihály                                                   | Pusztától az Országházig (Emlékezés)                                                                                                 | 356           | ISBN 9631404846                                 |
| 86.  | 1985 | Reviczky Ádám                                                  | Vesztes háborúk – megnyert csaták (Emlékezés Reviczky Imre ezredesre)                                                                | 776           | ISBN 9631404927                                 |
| 87.  | 1985 | Kacsó Sándor                                                   | Virág alatt, iszap fölött Fogy a virág, gyűl az iszap Nehéz szagú iszap fölött                                                       | 618, 732, 683 | ISBN 9631405117 ISBN 9631405125 ISBN 9631405133 |
| 88.  | 1985 | Schifferné Szakasits Klára                                     | Fent és lent 1945–1950 | 364           | ISBN 9631405346                                 |
| 89.  | 1985 | Benedek István                                                 | Benedek Marcell | 668           | ISBN 9631405516                                 |
| 90.  | 1985 | Adamovics, Alesz – Granyin, Danyiil                            | A blokád könyve II. (fordította: Gellért György)                                                                                     | 388           | ISBN 9631405613                                 |
| 91.  | 1986 | Haraszti Sándor                                                | Befejezetlen számvetés | 252           | ISBN 9631404420                                 |
| 92.  | 1986 | Kun Béláné                                                     | Kun Béla | 512           | ISBN 9631406490                                 |
| 93.  | 1986 | G. Beke Margit                                                 | Történetünk: történelem | 152           | ISBN 9631406512                                 |
| 94.  | 1986 | Ábel Olga                                                      | Egy újságírónő magánjegyzetei | 326           | ISBN 9631406652                                 |
| 95.  | 1986 | Zolnay László                                                  | Hírünk és hamvunk | 734           | ISBN 963140689x                                 |
| 96.  | 1986 | Balogh Edgár                                                   | Férfimunka | 416           | ISBN 9631406970                                 |
| 97.  | 1986 | Fenyő Miksa                                                    | Az elsodort ország | 550           | ISBN 9631408183                                 |
| 98.  | 1986 | Lőrincz Imre                                                   | A bukovinai Istensegítstől a völgységi Majosig                                                                                       | 624           | ISBN 9631408299                                 |
| 99.  | 1986 | Zsiray Károly                                                  | Visszatekintés bölcsőre és középosztályra                                                                                            | 354           | ISBN 9631409023                                 |
| 100. | 1987 | Kemény Simon                                                   | Napló (1942–1944) | 554           | ISBN 9631409945                                 |
| 101. | 1987 | Kállai Gyula                                                   | Két világ határán | 322           | ISBN 9631410528                                 |
| 102. | 1987 | Vince József                                                   | Évek és küzdelmek nyomában | 376           | ISBN 9631410579                                 |
| 103. | 1987 | Gallyas Ferenc                                                 | Hősi halálom után | 302           | ISBN 9631410757                                 |
| 104. | 1987 | Újpétery Elemér                                                | Végállomás Lisszabon (Hét év a magyar királyi külügy szolgálatában)                                                                  | 546           | ISBN 9631410846                                 |
| 105. | 1987 | Tolnai Gábor                                                   | Szóbeli jegyzék – Róma 1949-1950 | 510           | ISBN 9631410935                                 |
| 106. | 1987 | Boglári Békés István                                           | Népi írók, ifjú kommunisták és más rebellisek (Emlékirat)                                                                            | 408           | ISBN 9631411249                                 |
| 107. | 1987 | Normai Ernő                                                    | Beatrice egyik apródja | 408           | ISBN 9631411346                                 |
| 108. | 1987 | Taylor Branch – Eugene M. Propper                              | Labirintus (fordította: Falvay Mihály)                                                                                               | 662           | ISBN 9631411524                                 |
| 109. | 1988 | Csohány Endre                                                  | Ha ég a ház | 320           | ISBN 9631412164                                 |
| 110. | 1988 | Németh András                                                  | Tétova esztendő | 322           | ISBN 9631412199 EKǃ                             |
| 111. | 1988 | Kodolányi Júlia                                                | Apám | 282           | ISBN 9631412830                                 |
| 112. | 1988 | Szenti Tibor                                                   | Vér és pezsgő – Harctéri naplók, visszaemlékezések, frontversek, tábori és családi levelek az első világháborúból                    | 390           | ISBN 9631412954 EK                              |
| 113. | 1988 | Zsolt Róbert                                                   | Sportpáholy | 594           | ISBN 9631413632                                 |
| 114. | 1989 | Repka János                                                    | Életem | 150           | ISBN 9631413969                                 |
| 115. | 1989 | Lohr Ferenc                                                    | Hallom a filmet | 290           | ISBN 9631414280                                 |
| 116. | 1989 | Cséri Lili                                                     | Elhallgatott éveink | 200           | ISBN 9631414582                                 |
| 117. | 1989 | Goda Gábor                                                     | Szülőföldem, Budapest | 188           | ISBN 9631416127                                 |
| 118. | 1989 | Demény Pál                                                     | Rabságaim I-II. | 870           | ISBN 9631416267                                 |
| 119. | 1989 | Keményfi Béla                                                  | Magyar leventék a sarkkörön túl (Az AR 87-es emlékeiből)                                                                             | 156           | ISBN 9631416534                                 |
| 120. | 1990 | Katona Szabó István                                            | A nagy remények kora I-II. (Erdélyi demokrácia. 1944-1948)                                                                           | 954           | ISBN 9631416194                                 |
| 121. | 1990 | Román József                                                   | Távolodóban (Életrajzi vázlat) | 540           | ISBN 9631416933                                 |
| 122. | 2015 | Réz Pál                                                        | Bokáig pezsgőben (hangos memoár) |               | ISBN 9789631432831                              |
| 123. | 2015 | Zimándi Pius István                                            | Egy év története naplójegyzetekben                                                                                                   |               | ISBN 9789631432503                              |
| 124. | 2016 | Réz Pál                                                        | Bokáig pezsgőben (hangos memoár) |               | ISBN 9789631433371                              |
| 125. | 2016 | Orbán Ottó                                                     | Színpompás ostrom (életműinterjú) |               | ISBN 9789631433852                              |
| 126. | 2016 | Dr. Nyiszli Miklós                                             | Dr. Mengele boncolóorvosa voltam az auschwitzi krematóriumban                                                                        |               | ISBN 9789631434651                              |
| 127. | 2016 | Kis Pál                                                        | Csillaggal nem jó járni most (Kis Pál budapesti fényképész naplója, 1944 október–december)                                           |               | ISBN 9789631434668                              |
| 128. | 2016 | Bertók László                                                  | Priusz |               | ISBN 9789631434682                              |
| 129. | 2016 | Szálasi Ferenc                                                 | Szálasi Ferenc naplói (1942-1946) |               | ISBN 9789631433753                              |
| 130. | 2017 | Márványi Judit                                                 | Kapaszkodók |               | ISBN 9789631435313                              |
| 131. | 2017 | Király István                                                  | Napló 1956-1989 |               | ISBN 9789631435122                              |
| 132. | 2017 | Szabad György                                                  | Aradtól az Országgyűlésig |               | ISBN 9789631435108                              |
| 133. | 2017 | Heltai Jenő                                                    | Négy fal között |               | ISBN 9789631435320                              |
| 134. | 2017 | Vajda Mihály                                                   | Szög a zsákból |               | ISBN 9789631435337                              |
| 135. | 2018 | Agneša Kalinová – Jana Juráňová                                | Hét életem |               | ISBN 9789631436716                              |
| 136. | 2018 | Csalog Zsolt – Heltai György                                   | Hogyan kell forradalmat csinálni? | 400           | ISBN 9789631436792                              |
| 137. | 2018 | Szarvas József – Bérczes László                                | Könnyű neked, Szarvas Józsi... |               | ISBN 9789631437232                              |
| 138. | 2018 | Máté Gábor                                                     | Színházi naplók |               | ISBN 9789631437553                              |
| 139. | 2019 | Radnóti Sándor                                                 | Sosem fogok memoárt írni |               | ISBN 9789631438390                              |
| 140. | 2019 | Karig Sára                                                     | A szerencse lánya – Feljegyzések a Sztehlo-gyermekmentésről                                                                          | 684           | ISBN 9789631439144                              |
| 141. | 2019 | Varga Ibolya                                                   | Levél fiamnak | 352           | ISBN 9789631438772                              |
| 142. | 2020 | Tolnainé Kassai Margit                                         | Óvoda az óvóhelyen – Feljegyzések a Sztehlo-gyermekmentésről                                                                         | 496           | ISBN 9789631440003                              |
| 143. | 2020 | Molnár Gál Péter                                               | Coming out | 400           | ISBN 9789631440256                              |
| 144. | 2020 | Kolosi Tamás                                                   | Polgárnak lenni – Beszélgetések Ferneczi Borbálával                                                                                  | 225           | ISBN 9789631426342                              |
| 145. | 2021 | Hargittai István                                               | Jeremiás nyomában – Beszélgetések Komoróczy Gézával                                                                                  | 724           | ISBN 9789631435399                              |
| 146. | 2021 | Illés Klára                                                    | Megtartó erő – Egy parasztcsalád vége                                                                                                | 312           | ISBN 9789631438710                              |
| 147. | 2021 | Granasztói Pál                                                 | Egy patrióta élete | 522           | ISBN 9789631441086                              |
| 148. | 2021 | Fillenz, Marianne                                              | Temesvártól Új-Zélandig – Karl R. Popper és Marianne Fillenz levelezésével                                                           | 288           | ISBN 9789631441222                              |
| 149. | 2022 | Békés Itala                                                    | Hogyan lettem senki? | 544           | ISBN 9789631441604                              |
| 150. | 2022 | Pándi Pál                                                      | Teherpróba. Egy irodalomkritikus pályájának kritikus pontjai                                                                         | 663           | ISBN 9789631435450                              |
| 151. | 2022 | Sztehlo Gábor                                                  | Háromszázhatvanöt nap. Emlékek a magyarországi zsidómentésről 1944-ben                                                               | 583           | ISBN 9789631441697                              |